# Guisin od Baekjea
Guisin od Baekjea (?–427., vl. 420. – 427.) bio je 19. po redu vladar države Baekje, jednog od Tri kraljevstva Koreje. Bio je najstariji sin kralja Jeonjija i Gospe Palsu.
Najvažniji događaj njegove vladavine se zbio na početku kada je na dvor Baekjea došlo izaslanstvo južnokineske dinastije Liu Song, nastojeći potvrditi savezništva s tributarnim državama koja je uspostavila prethodna dinastija Istočni Jin. Guisin je dobio počasnu titulu generala kineske carske vojske, te je odgovorio vlastitom diplomatskom misijom 424. a nakon toga je slao slične misije svake godine.